# 菱中建設
菱中建設株式会社（ひしなかけんせつ、Hishinaka Construction Corporation）は、日本の建設会社。北海道札幌市中央区北3条西3丁目1-6に本社を置く。苫小牧管内最初（1908年（明治41年））に創業された総合建設工事会社。創業時から1988年（昭和63年）まで苫小牧市に本社を置いていた。

## 概要

### 本社・支店・事業所
- 本社:〒060-0003 札幌市中央区北3条西3丁目1-6札幌小暮ビル
- 本店:〒053-0023 北海道苫小牧市錦町2丁目6-22（菱中ビル）
- 支店:〒050-0081 北海道室蘭市日の出町2丁目4-1
- 石巻支店:〒986-0836 宮城県石巻市南光町1丁目4-20
- 東北支社:〒980-0802 仙台市青葉区二日町17-27（同興ビル3F ）

### 社章
社名の「菱」の形をモチーフに「■」マークを中央に据え、これを左右に挟むように二つの「□」マークをあしらった形となっている。

## 沿革
- 1908年（明治41年） - 初代中村捨次郎により、中村組として創設
- 1938年（昭和13年） - 株式会社中村組設立、資本金20万円
- 1940年（昭和15年） - 石巻出張所開設
- 1941年（昭和16年） - 中村清一郎二代目社長に就任
- 1948年（昭和23年） - 菱中興業株式会社に商号を改称
- 1955年（昭和30年） - 仙台出張所開設
- 1956年（昭和31年） - 札幌出張所開設
- 1958年（昭和33年） - 帯広出張所開設
- 1960年（昭和35年） - 東北林業部門を菱中林産株式会社として設立
- 1962年（昭和37年） - 苫小牧自動車運輸株式会社をグループ傘下に加る。菱中陸運株式会社を設立
- 1963年（昭和38年） - 中村光雄三代目社長に就任。札幌出張所を札幌支店に変更
- 1965年（昭和40年） - 苫小牧自動車運輸株式会社の社名を菱中自動車運輸に改める
- 1966年（昭和41年） - 仙台出張所を東北支社に、東北支店を石巻支店に変更
- 1973年（昭和48年） - 菱中陸運株式会社の社名を菱中海陸運輸株式会社に改める
- 1974年（昭和49年） - 神道路建設株式会社をグループ傘下に加える。株式会社菱中設立
- 1979年（昭和54年） - 函館営業所開設
- 1986年（昭和61年） - 神道路建設株式会社の社名を菱中道路株式会社に改める
- 1988年（昭和63年） - 社章・社名を変更し、現在の菱中建設株式会社とする。同時に、本社を札幌市に移転し、苫小牧市を本店とする
- 1999年（平成11年） - ISO9001認証取得
- 2001年（平成13年） - ISO14001認証取得
- 2002年（平成14年） - イブリアスコン共同企業体操業（富士建設・大成ロテックの3社共同）、共同アスファルトプラント操業開始
- 2008年（平成20年） - 創業100周年記念講演
- 2010年（平成22年） - 石巻支店（宮城県）開設70周年、石巻市優良建設工事施工業者表彰
- 2011年（平成23年） - 北海道開発局長表彰
- 2012年（平成24年） - 北海道建設部長表彰
- 2014年（平成26年） - 石巻市長表彰（建築工事部門）
- 2014年（平成26年） - 北海道知事表彰（建築工事部門）
- 2015年（平成27年） - 東北地方整備局長表彰
- 2016年（平成28年） - 独立行政法人鉄道建設・運輸施設整備支援機構鉄道建設本部北海道新幹線建設局長より感謝状授与
- 2017年（平成29年） - 石巻市優良建設工事施工業者表彰、東松島市優良建設工事施工業者表彰
- 2017年（平成29年） - 東北地方整備局工事（土木工事）成績優秀企業認定
- 2017年（平成29年） - 地域貢献活動により、新ひだか町、むかわ町、日高町より感謝状授与
- 2018年（平成30年） - 北海道開発局表彰
- 2018年（平成30年） - 東北地方整備局より工事成績優秀企業認定
- 2018年（平成30年） - 創業110周年記念植樹
- 2018年（平成30年） - 北海道建設部工事優秀者表彰
- 2019年（平成31年） - 地域貢献活動により、日高町、白老町より感謝状授与
- 2019年（令和元年） - 北海道開発局優良工事等表彰

## 主な施工実績
土木工事
- 日高町鹿鳴トンネル
- 深川留萌自動車道沼田町北竜法面
- 一般国道231号石狩市雄冬防災
- シューパロ発電所本館建設工事
- 岩見沢石狩線（防雪）
- 石狩川晩翠地区遊水地南10線周囲堤
- 洞爺虻田線道路改良
- 厚幌ダム建設事業転流工事
- 災害救助関連施設現状復旧（石巻市）
- 石巻市内陸型産業用地造成工事
- 旧北上川右岸日本製紙第二用水樋管設置工事
- 日高自動車道日高町賀張中央改良工事
- 苫小牧港西港区岸壁-9ｍ改良工事
- 北海道新幹線木古内駅高架橋外工事
- 石狩川改修工事江別太地区遊水地周囲堤工事
- 一般国道274号日高町千呂露仮橋設置工事（災害復旧）
- 恵庭岳公園線地方道落石対策工事
- 荻伏漁港施設機能強化工事（浚渫）
- 苫小牧港管理組合第一船溜物揚場建設工事
- さけ・ます増殖事業錦多峰飼育池整備
- 三石漁港岸壁建設工事
- 胆振海岸白老町荻野災害復旧工事
- 旧北上川左岸水戸地区築堤工事（災害復旧）
- 苫小牧港西港防波堤改良工事
- 旧北上川右岸門脇地区築堤工事（災害復旧）
- 沙流川災害助成工事
- 厚幌ダム建設事業付替道路工事
- 苫小牧港西港区防波堤改良工事
- 胆振海岸白老町萩野災害復旧工事
- 南大通（江別市）交付金床版工工事
- 苫小牧港海岸勇払浜離岸堤工事
- 恵庭岳公園線落石対策工事
- 厚真川改修工事1工区
- 苫小牧中央インター線道路改良工事
- 厚真処理区汚水奥号幹線系統復旧工事
- 追直漁港ケーソン製作工事
- 新千歳空港誘導路アンダーパス外工事

舗装工事
- 日高自動車道厚真町厚和
- 白老町虎杖浜
- 苫小牧環状線（環境改善）
- 滝野すずらん丘陵公園東口駐車場
- 北進平取線119舗装工事
- 上志文四条東線防災地方道工事
- 平取厚真線10-20雪寒工事
- 上幌向早来線舗装構造改良
- 日高自動車道厚真町上厚真舗装工事
- 帯広広尾自動車道芽室町東芽室舗装工事
- 苫小牧西港区入船ふ頭荷さばき地造成工事
- 室蘭環状線舗装構造改良工事
- 寿都黒松内線総合Ｂ地方道工事
- 月形厚田線外改築舗装工事
- 沙流川道道宿志別振内停車場線舗装工事
- 石狩川改修付帯工事の内幌向川西5号橋舗装工事
- 一般国道275号沼田町五ヶ山舗装外一連工事
- 洞爺湖登別線（特対）舗装（構造改良）工事
- 北進平取線交付金（改築）工事（舗装工）
- 一般国道37号室蘭市幌萌中央帯設置工事

建築工事
- 真駒内屋内競技場耐震改修工事
- 宮城県石巻高等学校校舎改築
- 新苫小牧市立病院新築主体A工区
- 壮瞥町地域交流センター、役場庁舎建築主体
- 鵡川中学校改築建築主体
- 北海道有朋高等学校（札幌市）改築
- 若草町市営団地新築主体B工区
- 緑星の里身体障害者療護施設建設主体
- 札幌市立東光小学校耐震改修工事
- 幌北幼稚園（札幌市）改築工事
- 王子製紙苫小牧工場DIP設備補強工事
- 東松島市大塩市民センター新築
- ノーザンファーム第二研修棟新築
- 道営住宅石狩市花畔団地改善工事
- 北広島市資源リサイクルセンター建設
- 札幌市立光陽中学校耐震改修工事
- 州崎・東名地区（東松島市）農業復興施設建設
- 道営住宅札幌市苗穂グリーン団地改善工事
- 石巻市新蛇田南災害公営住宅建設
- 日新団地苫小牧市営住宅13号棟新築主体工事
- 振内中学校校舎耐震補強工事
- 新琴似幼稚園新築工事
- 大倉工業（宮城県）松島工場新築工事
- ウトナイ小学校校舎増築建設
- ノーザンファーム従業員寮他施設建設
- 駒澤大学附属高等学校講堂耐震改修工事
- パワーエンジニアリング事務所新築工事
- 英機工業工場新築工事
- 東松島市立矢本第二中学校屋内運動場災害復旧及び増築工事
- 新千歳空港国内線増築工事
- 苫小牧市第一学校給食センターB工区
- 太陽日酸北海道苫小牧工場充填及び容器点検設備建屋新築工事
- 苫小牧ガス社屋増改築工事
- 七十七銀行志津川支店新築工事
- ドラッグセイムス（石巻市）築工事
- ネッツトヨタ苫小牧樽前いとい店新築工事
- 苫小牧信用金庫美園支店新築工事
- 石巻祥心会共同生活住居整備事業（ひまわり･おひさま）工事
- 札幌医科大学教育研究施設Ⅰ改築工事（4工区）
- 苫小牧市営住宅6号棟新築主体工事
- 苫小牧埠頭本社社屋新築工事
- 新ときわスケートセンター改築主体工事
- 新苫小牧保健センター新築主体工事
- 苫小牧みらい保育園新築工事
- 由仁町学校給食センター改築工事
- ウトナイ中学校校舎新築主体工事
- 苫小牧市立学校屋内運動場改築主体工事
- ニューオタニビル（札幌市）新築工事
- 新千歳空港国際線旅客ターミナルビル施設A工区